# Quilly (Ardennes)
Quilly település Franciaországban, Ardennes megyében. Lakosainak száma 66 fő (2022. január 1.). Quilly Chardeny, Coulommes-et-Marqueny, Grivy-Loisy, Leffincourt és Tourcelles-Chaumont községekkel határos.

## Népesség
A település népességének változása:
| Lakosok száma | 76   | 83   | 79   | 82   | 85   | 82   | 82   | 84   | 78   | 66   |
|               | 1968 | 1982 | 1990 | 2006 | 2013 | 2015 | 2017 | 2019 | 2020 | 2022 |